# Грудинін Валентин Гурійович
Валентин Гурійович Грудинін (6 лютого 1924, Макіївка, Донецька область, Українська РСР — 24 листопада 2004) — російський радянський та український радянський актор театру і кіно. Був членом Національної спілки кінематографістів України.

## Біографія
Народився в родині службовця.
Працював у театрах України (Макіївка, Умань, Одеса, Івано-Франківська) та Росії (Норільськ)
З 1957 року — актор Кіностудії Довженка.
Похований у Києві.

## Фільмографія
Грав у фільмах:
- «Коли співають солов'ї» (1956, Тимофій Тимофійович Завірюха, голова колгоспу)
- «Киянка» (Карпо Хвиля),
- «Гроза над полями» (Артем Черкашин),
- «Якщо любиш» (Махота),
- «Хлопчики» (батько),
- «Летючий корабель» (Вернигора),
- «За двома зайцями» (1961, Бас),
- «Вулиця молодшого сина» (1962, Іван Гриценко),
- «Королева бензоколонки» (1962),
- «Бур'ян» (1966, міліціонер),
- «Циган» (1967),
- «Варчина земля» (Полікарпович),
- «Ні пуху, ні пера» (1973, Дорош),
- «Каштанка» (1975)
- «Час — московський» (Трошин)
- «Незручна людина» (1978)
- «Вавилон XX» (1979),
- «Скляне щастя» (батюшка)
- «Таємниця корабельного годинника» (1983)

Знімався також у стрічках:
- «Прапори на баштах»,
- «В'язні Бомона»,
- «У тридев'ятому царстві...»,
- «Тільки ти»,
- «Лаври»,
- «Випадкова адреса» (1972),
- «Поцілунок Чаніти»,
- «Небо—земля—небо»,
- «Тачанка з півдня»,
- «Колесо історії»,
- «Українська рапсодія» (1961) та ін.

## Озвучування
- «Лісова пісня» (1976, мультфільм)